# Museu Matisse de Niça
El Museu Matisse de Niça és un museu municipal dedicat a l'obra del pintor francès Henri Matisse. Reuneix una de les col·leccions més grans del món de les obres d'aquest artista. Així doncs, podem veure des dels seus inicis artístics, fins a les seves últimes peces en aquest discurs museístic força complet. El museu, inaugurat l'any 1963, es troba a la Villa des Arènes, una vil·la del segle XVII al barri de Cimiez.

## L'edifici
La Villa des Arènes va ser construïda entre 1670 i 1685. Un cop finalitzada, va rebre el nom de palau Gubernatis en honor al seu patrocinador i propietari, Jean-Baptiste Gubernatis, aleshores cònsol a Niça. La vil·la va prendre el seu nom actual l'any 1950, quan l'Ajuntament de Niça, promovent la conservació del patrimoni local la va adquirir.

### La incorporació del museu
El museu es va crear l'any 1963 i va ocupar únicament el primer pis de la vil·la. D'altra banda, la planta baixa estava llavors ocupada per un museu d'arqueologia. El 1989, el museu arqueològic es va traslladar al jaciment del que s'havien extret la major part dels objectes, proper de la ciutat. D'aquesta manera, el Museu Matisse va poder ampliar la part del seu fons visible als visitants.
La reforma es va produir durant quatre anys en el que l'edificació romangué tancada al públic. El museu reobrí les seves portes el 1993. Des d'aleshores, la instutució compta amb una nova ala moderna i espais renovats, on es pot exposar tota la seva col·lecció permanent, que ha anat augmentant des de 1963 a través de diverses adquisicions i donacions successives.

## La col·lecció
La col·lecció permanent del museu està formada per diverses donacions, principalment les del mateix Matisse, que va viure i treballar a Niça entre 1917 i 1954, i les dels seus hereus, així com les obres aportades per l'Estat. El museu acull 68 pintures i guaix, 236 dibuixos, 218 gravats, 95 fotografies, 57 escultures i 14 llibres il·lustrats per Matisse, 187 objectes que van pertànyer al pintor, i gravats, tapissos, ceràmiques, vitralls i documents.